# Шорт-трек на зимових Азійських іграх 1999
Змагання з шорт-треку на зимових Азійських Іграх 1999, що проходили з 31 січня по 1 лютого у Йонпхьон, у провінції Канвон, Південна Корея. Загалом було проведено 10 змагань — по п'ять для чоловіків та жінок.

## Країни-учасники
У змаганні брало участь 37 спортсменів з 6 країн.
| Країна            | КС |
| ----------------- | -- |
| Китай             | 8  |
| Китайський Тайбей | 4  |
| Гонконг           | 3  |
| Японія            | 10 |
| Монголія          | 2  |
| Південна Корея    | 10 |

## Медалісти
Чоловіки
| Дисципліна       | Золото                                    | Срібло                                                        | Бронза                                             |
| ---------------- | ----------------------------------------- | ------------------------------------------------------------- | -------------------------------------------------- |
| 500 м            | Лі Чун Хван Південна Корея                | Фен Кай Китай                                                 | Сатору Терао Японія                                |
| 1000 м           | Фен Кай Китай                             | Кім Дон Сон Південна Корея                                    | Хідето Імаї Японія                                 |
| 1500 м           | Кім Дон Сон Південна Корея                | Фен Кай Китай                                                 | Лі Чун Хван Південна Корея                         |
| 3000 м           | Кім Дон Сон Південна Корея                | Лі Чун Хван Південна Корея                                    | Юань Є Китай                                       |
| 5000 м, естафета | Китай Лі Дзядзюн Фен Кай Ань Юйлун Юань Є | Японія Такехіро Кодера Сатору Терао Хідето Імаї Хітоші Уемацу | Китай Кім Дон Сон Лі Чун Хван Лі Хо Ин Кім Сун Тхе |

Жінки
| Дисципліна       | Золото                                                        | Срібло                                                 | Бронза                       |
| ---------------- | ------------------------------------------------------------- | ------------------------------------------------------ | ---------------------------- |
| 500 м            | Ян Ян (С) Китай                                               | Чхве Мін Кьон Південна Корея                           | Сунь Даньдань Китай          |
| 1000 м           | Ян Ян (С) Китай                                               | Ван Чуньлу Китай                                       | Кім Йон Мі Південна Корея    |
| 1500 м           | Кім Йон Мі Південна Корея                                     | Ян Ян (С) Китай                                        | Ян Ян (В) Китай              |
| 3000 м           | Кім Мун Чон Південна Корея                                    | Ван Чуньлу Китай                                       | Чхве Мін Кьон Південна Корея |
| 3000 м, естафета | Південна Корея Чхве Мін Кьон Кім Йон Мі Ан Сан Мі Кім Мун Чон | Японія Юка Каміно Чікаґе Танака Ацуко Таката Саюрі Яґі | * ніхто не отримав бронзу    |

## Таблиця медалей
| Місце | Країна         | Золото | Срібло | Бронза | Загалом |
| ----- | -------------- | ------ | ------ | ------ | ------- |
| 1     | Південна Корея | 6      | 3      | 4      | 13      |
| 2     | Китай          | 4      | 5      | 3      | 12      |
| 3     | Японія         | 0      | 2      | 2      | 4       |
| Разом | Разом          | 10     | 10     | 9      | 29      |

## Результати

### Чоловіки

#### 500 м
| Місце | Атлет                      | Час     |
| ----- | -------------------------- | ------- |
| 1     | Лі Чун Хван Південна Корея | 45.54   |
| 2     | Фен Кай Китай              | 52.27   |
| 3     | Сатору Терао Японія        | 1:20.96 |

#### 1000 м
| Місце | Атлет                      | Час     |
| ----- | -------------------------- | ------- |
| 1     | Фен Кай Китай              | 1:37.19 |
| 2     | Кім Дон Сон Південна Корея | 1:37.36 |
| 3     | Хідето Імаї Японія         | 1:37.60 |

#### 1500 м
| Місце | Атлет                      | Час     |
| ----- | -------------------------- | ------- |
| 1     | Кім Дон Сон Південна Корея | 2:11.37 |
| 2     | Фен Кай Китай              | 2:12.13 |
| 3     | Лі Чун Хван Південна Корея | 2:12.28 |

#### 3000 м
| Місце | Атлет                      | Час     |
| ----- | -------------------------- | ------- |
| 1     | Кім Дон Сон Південна Корея | 6:12.57 |
| 2     | Лі Чун Хван Південна Корея | 6:12.93 |
| 3     | Юань Є Китай               | 6:14.30 |

#### 5000м, естафета
| Місце | Атлет                                                         | Час     |
| ----- | ------------------------------------------------------------- | ------- |
| 1     | Китай Лі Дзядзюн Фен Кай Ань Юйлун Юань Є                     | 7:29.96 |
| 2     | Японія Такехіро Кодера Сатору Терао Хідето Імаї Хітоші Уемацу | 7:30.67 |
| 3     | Китай Кім Дон Сон Лі Чун Хван Лі Хо Ин Кім Сун Тхе            | 7:30.84 |

### Жінки

#### 500 м
| Місце | Атлет                        | Час   |
| ----- | ---------------------------- | ----- |
| 1     | Ян Ян (С) Китай              | 45.49 |
| 2     | Чхве Мін Кьон Південна Корея | 45.53 |
| 3     | Сунь Даньдань Китай          | 45.57 |

#### 1000 м
| Місце | Атлет                     | Час     |
| ----- | ------------------------- | ------- |
| 1     | Ян Ян (С) Китай           | 1:45.51 |
| 2     | Ван Чуньлу Китай          | 1:45.56 |
| 3     | Кім Йон Мі Південна Корея | 1:45.85 |

#### 1500 м
| Місце | Атлет                     | Час     |
| ----- | ------------------------- | ------- |
| 1     | Кім Йон Мі Південна Корея | 2:28.63 |
| 2     | Ян Ян (С) Китай           | 2:29.64 |
| 3     | Ян Ян (В) Китай           | 2:31.64 |

#### 3000 м
| Місце | Атлет                        | Час     |
| ----- | ---------------------------- | ------- |
| 1     | Кім Мун Чон Південна Корея   | 5:04.51 |
| 2     | Ван Чуньлу Китай             | 5:08.60 |
| 3     | Чхве Мін Кьон Південна Корея | 5:20.75 |

#### 3000м, естафета
| Місце | Атлет                                                         | Час     |
| ----- | ------------------------------------------------------------- | ------- |
| 1     | Південна Корея Чхве Мін Кьон Кім Йон Мі Ан Сан Мі Кім Мун Чон | 4:23.13 |
| 2     | Японія Юка Каміно Чікаґе Танака Ацуко Таката Саюрі Яґі        | 4:24.62 |